# Montagne (Gironda)
Montagne é uma comuna francesa na região administrativa da Nova Aquitânia, no departamento de Gironda. Estende-se por uma área de 26,66 km². Em 2010 a comuna tinha 1 659 habitantes (densidade: 62,2 hab./km²).